# شریک زندگی
شریک زندگی یک دوست بسیار صمیمی برای زندگی یا رابطهٔ عاشقانه است که افراد با او در یک محل زندگی می‌کنند. شریک‌های زندگی می‌توانند از دو جنس مخالف یا یکسان، ازدواج‌کرده یا ازدواج‌نکرده، مجرد، تک‌همسر یا چندمهر باشند.